# Albizia odoratissima
Albizia odoratissima es una especie botánica de árbol leguminosa en la familia de las Fabaceae.

## Descripción
Es un árbol de hoja perenne, que alcanza un tamaño de 5-15 m de altura. Las ramitas pubescentes cuando jóvenes. Estípulas filiformes, de 2,5 mm, caducas; glándulas foliares de 1-2 cm por encima de la base del pecíolo y raquis entre pinnas primero y segundo, elípticas; pinnas 2-4 (-6) pares de folíolos sésiles;, 6-14 pares, oblongos, de 2-3 × 0,7 -1,4 cm, con textura de papel, ambas superficies escasamente pubescentes,  oblicuamente truncado, ápice obtuso, a veces mucronado. Inflorescencias dispuestas en panículas, pubescentes ferruginosa. Flores dimórficas, 10-15, sésiles, de color amarillento, fragante. Cáliz en forma de copa, de 1-1.5 mm. Corola en forma de embudo, 4.5-6.5 mm, lóbulos lanceolados. Ovario tomentoso ferruginosa; estípite de 1 mm. Legumbre oblonga, comprimida, 10-18 × 2-4 cm, densamente pubescentes cuando jóvenes, escasamente pubescente en la madurez. Semillas 6-12, ovadas a grandes rasgos, ca. 9 × 6 mm; pleurograma estrechamente ovadas. Fl. Abril-julio, fr. Junio-octubre.

## Distribución y hábitat
Se encuentra en los bosques ralos, desde el nivel del mar hasta los 1500 metros, en Fujian, Cantón, Guangxi, Guizhou, Hainan en China y en Bangladés, Bhután, India, Laos, Birmania, Nepal, Pakistán, Sri Lanka, Tailandia y Vietnam.

## Taxonomía
Albizia odoratissima fue descrita por (L.f.) Benth. y publicado en London Journal of Botany 3: 88. 1844.
Etimología
albizia: nombre genérico dedicado a Filippo del Albizzi, naturalista italiano del siglo XVIII que fue el primero en introducirla en Europa en el año 1740 desde Constantinopla.
odoratissima: epíteto superlativo de odora, que significa "fragante", es decir "sumamente fragante", aludiendo a las flores de esta especie.
Sinonimia
- Acacia lomatocarpa DC.
- Acacia odoratissima (L.f.) Willd.
- Albizia kalkora auct. non Prain
- Albizia micantha Bovin
- Albizia micrantha B.Boivin
- Albizia odoratissima var. mollis Baker
- Feuilleea odoratissima (L. f.) Kuntze
- Mimosa odoratissima L.f. basónimo[3]

## Galería

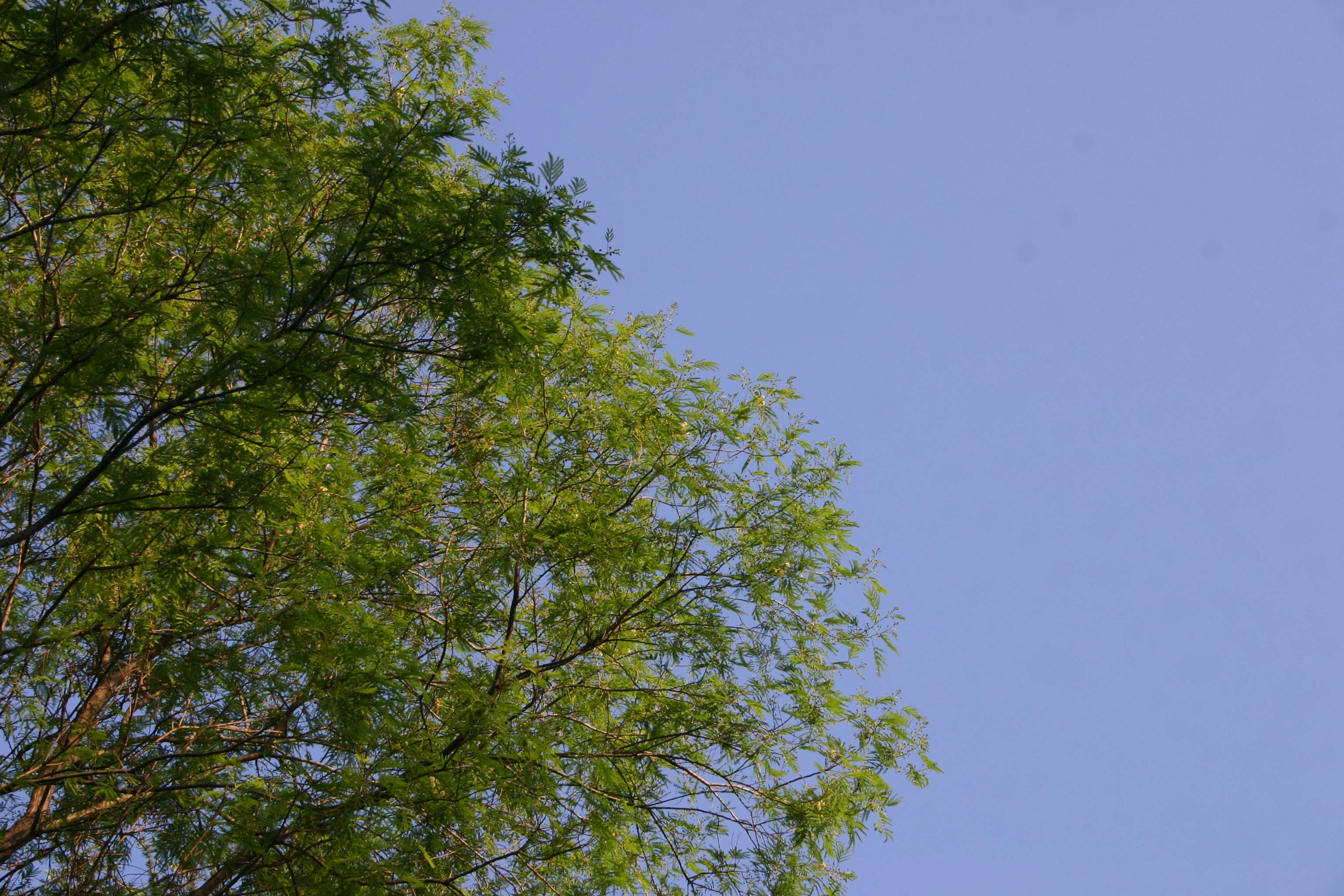
Follaje
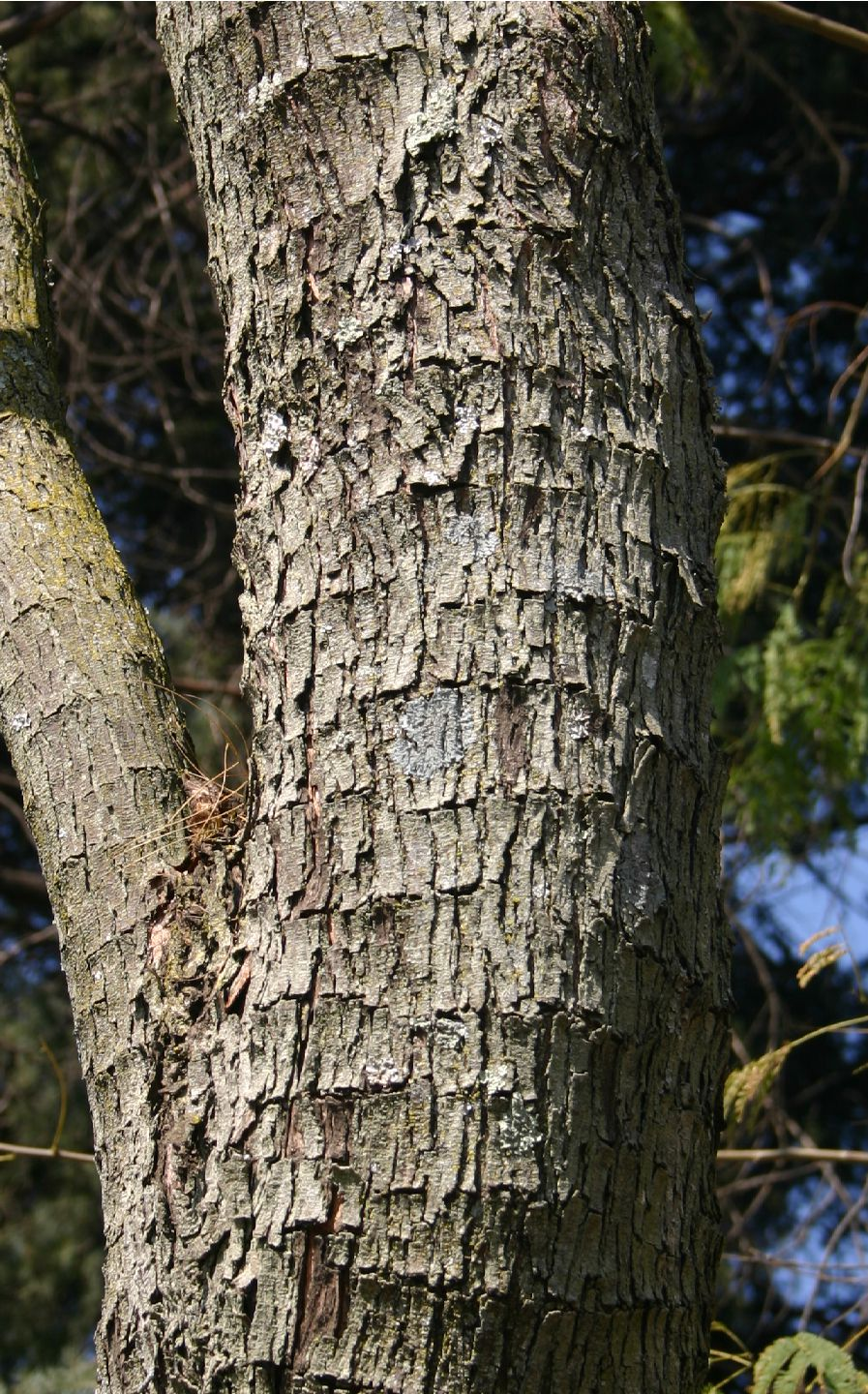
Tronco
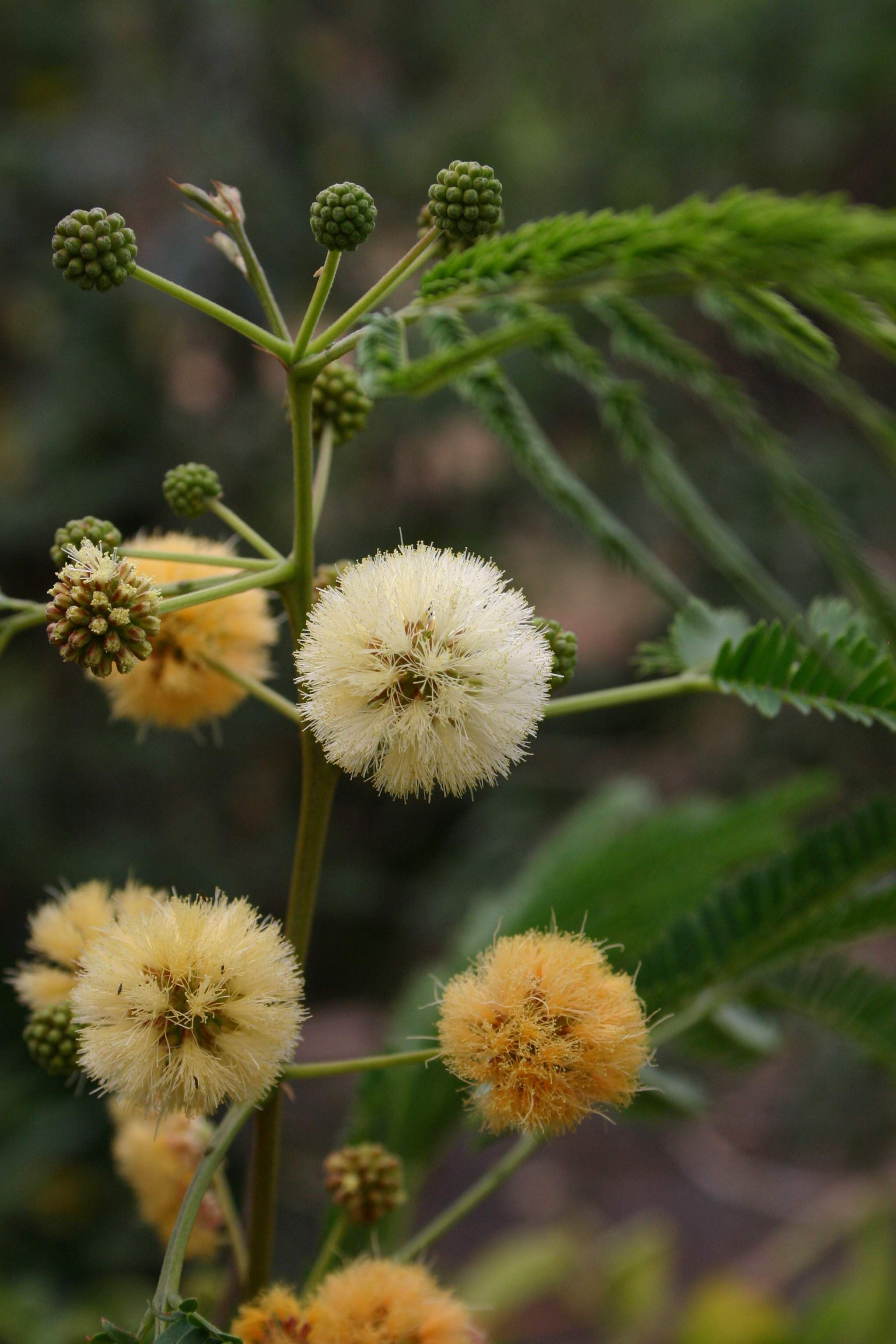
Inflorescencia
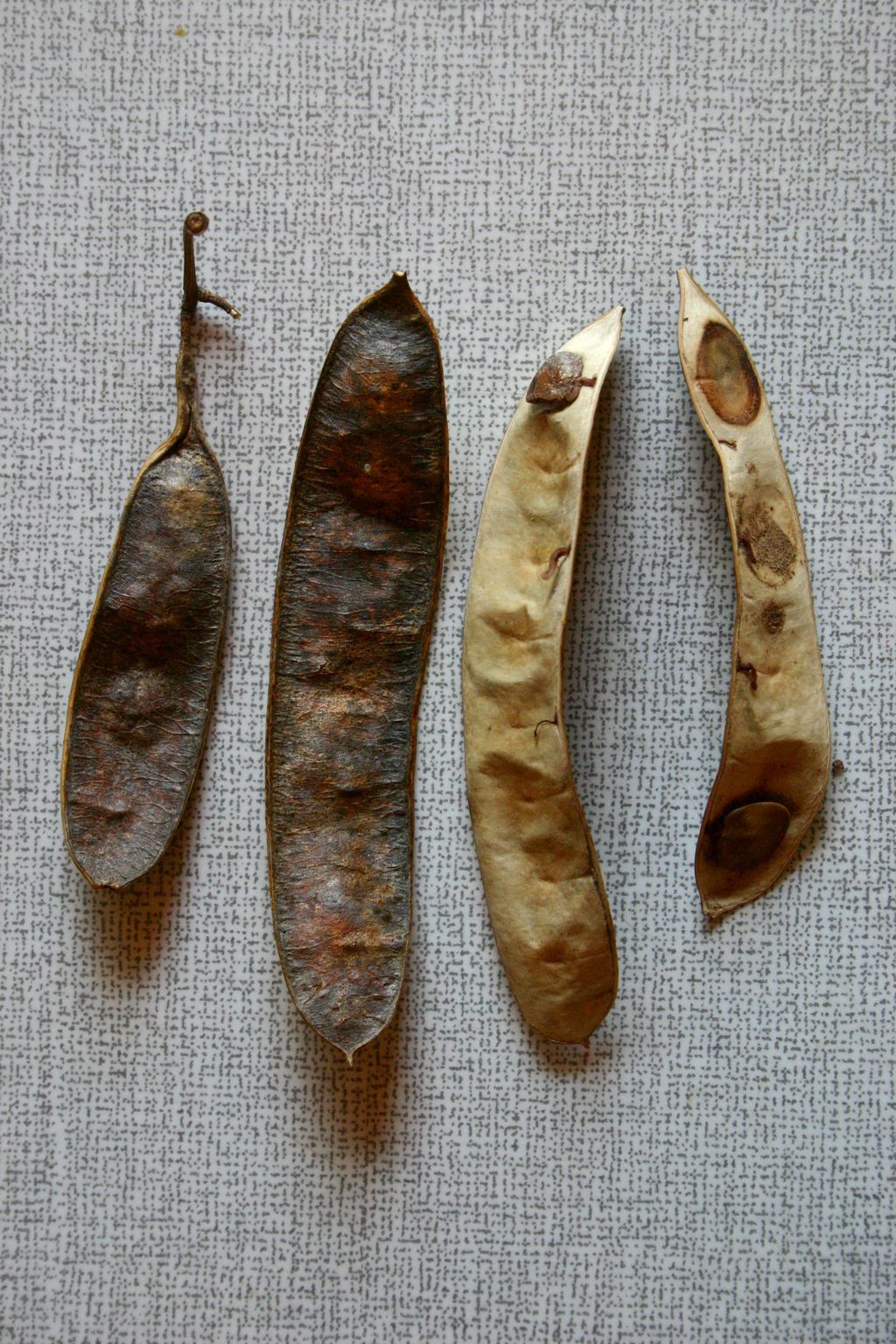
Legumbres